# Université de Wake Forest
L’université de Wake Forest (anglais : Wake Forest University) est une université privée fondée en 1834 et installée dans la ville de Winston-Salem en Caroline du Nord. Dans les années 2000, elle accueille plus de 4 400 étudiants avec un campus de 1,4 km2.
L'université occupe également un espace de laboratoire au Biotech Plaza, et un centre de nanotechnologie et matériaux moléculaires. Babcock Graduate School se situe au Winston-Salem, à Charlotte en Caroline du Nord.
Dans le rapport "Best Colleges 2014" de US News, l'université de Wake Forest est 11e au classement du «Meilleur premier cycle d'enseignement»  et 23e au niveau des universités nationales.

## Histoire

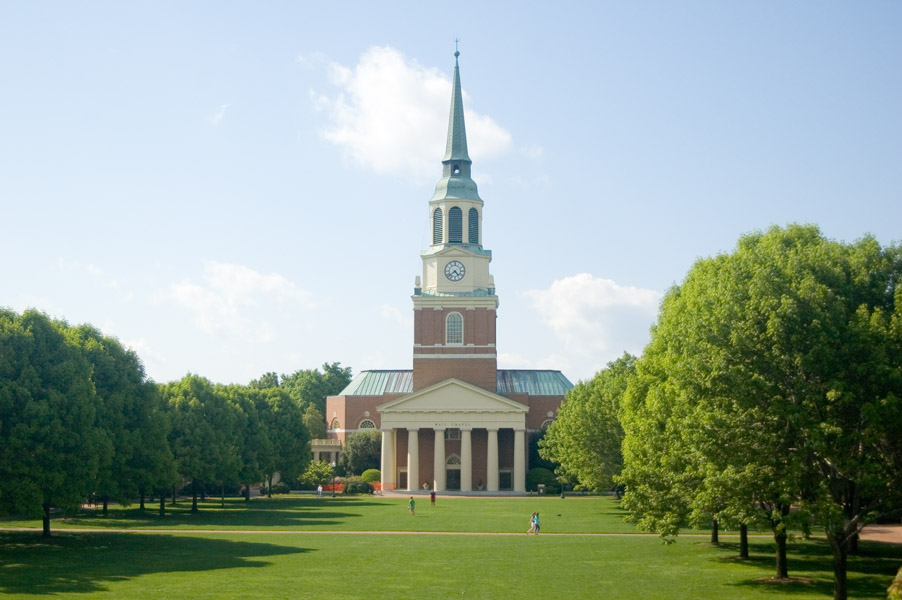
Chapelle.

La Wake Forest University a été fondée en 1833 par la Convention baptiste de l'État de Caroline du Nord (Convention baptiste du Sud) dans une zone au nord de Raleigh (comté de Wake) appelé Wake Forest (la forêt de Wake). La nouvelle école ouvre ses portes le 3 février 1834 à des ministres et des croyants baptistes. Le Wake Forest Manual Labor Institute fut ainsi nommé parce que les étudiants et le personnel étaient tenus de passer la moitié de la journée à faire des travaux manuels à la plantation. Samuel Wait, ministre baptiste était le proviseur avant d’être le Président de l'institut.
En 1838, l'institut a été rebaptisé Wake Forest College, et les travaux manuels ont été abandonnés. La ville qui a grandi autour du collège a été nommé Wake Forest. En 1862, pendant la guerre de Sécession, l'école a fermé en raison du départ de la plupart des étudiants. Le Collège a rouvert en 1866 et a prospéré au cours des quatre prochaines décennies sous la direction des présidents Washington Manley Wingate, Thomas H. Pritchard, et Charles Taylor. En 1894, la Faculté de droit a été établi, suivi par l'École de médecine en 1902. L'université a tenu sa première session d'été en 1921.
L'École de médecine s'installe à Winston-Salem en 1941 sous la supervision du doyen Coy Cornelius Carpenter. L'école devient alors l'École de médecine Bowman Gray. L'année suivante, en 1942, Wake Forest a accueilli ses premières étudiantes féminines, la Seconde Guerre mondiale avait diminué considérablement le nombre d'étudiants masculins.
En 1946, à la suite de dons de la Fondation Z. Smith Reynolds, le collège est parti s'installer à Winston-Salem sous la direction de Harold W. Tribble. Charles et Marie Babcock (fille de RJ Reynolds) ont donné au collège 1,4 km2 de leur succession. De 1952 à 1956, quatorze nouveaux bâtiments ont été construits sur le nouveau campus. L'ancien établissement de Wake Forest a été vendu à la Convention Baptiste afin d'établir le Séminaire Baptiste de Théologique du Sud-Est.
Un programme d'études supérieures a été inauguré en 1961, et en 1967 l'école est accrédité Wake Forest University. Babcock Graduate School of Management, maintenant connue comme la School of Business, a été créé en 1969.The James R. Scales Fine Arts Center  a ouvert en 1979.
En 1979, Wake Forest a entamé un processus pour changer sa relation avec la Convention baptiste de l'État de Caroline du Nord (Convention baptiste du Sud), afin d'obtenir plus de liberté académique et de choisir des administrateurs non-baptistes
En 1986, Wake Forest a obtenu son autonomie vis-à-vis de la Baptist State Convention of North Carolina et a établi une relation fraternelle avec elle,.
Le 13e président de Wake Forest est Nathan O. Hatch, ancien doyen de l'université Notre-Dame-du-Lac. Hatch est officiellement désigné président le 20 octobre 2005. Il prend ses fonctions le 1er juillet 2005, succédant ainsi à Thomas K. Hearn, Jr, qui avait pris sa retraite après 22 années.
En 2008, l'université de Wake Forest, spécialisée en gériatrie depuis 20 ans, a reçu un don de 1,994,741 $ de la Fondation Donald W. Reynolds visant à renforcer les programmes d'enseignement et formations en gériatrie, consultations en télémédecine, ainsi qu'une certification des compétences pour les médecins et spécialistes.

## Études
Les études de premier cycle de la Wake Forest se composent d'un programme d'arts libéraux Wake collège et les classes de l'école de commerce de forêt. L'université offre des domaines d'études interdisciplinaires.
Pour assister à la School of Business, les étudiants doivent présenter une demande spéciale à son programme, qui offre des programmes de comptabilité, des diplômes en affaires et en gestion d'entreprise, finance et mathématique.
La Wake Forest prend en charge un certain nombre de centres et instituts pour encourager les programmes d'études et programmation interdisciplinaire. Actuellement, il y a deux instituts (Sciences humaines et d'engagement du public) et sept centres (Matériaux moléculaires et nanotechnologie ; Enterprise recherche et d'enseignement ; translationnelle ; bioéthique , santé et société ; Énergie , Environnement et Développement Durable ; communication moléculaire et la signalisation ; performance interdisciplinaire et la Arts libéraux).

## Faculté
Y compris les écoles professionnelles, l'université a 2 227 membres du corps professoral, dont 79 pour cent sont des employés à temps plein.
Plus de 87 pour cent des professeurs de premier cycle ont un doctorat ou autres diplômes dans leur domaine. En 2013, Wake Forest est classé 11e pour la qualité de l'enseignement de premier cycle aux États-Unis,.

### Personnalités
- Dr Anthony Atala, le directeur de l'Institut Wake Forest pour la médecine régénérative, est considéré comme un pionnier national dans la croissance des organes. Son travail a été salué comme le n ° 1 Science Histoire de l'année par Discover Magazine en 2007 et la cinquième plus grande percée dans la médecine pour l'année 2011 par le Time[17].
- Poète, auteur et militant des droits civiques, Maya Angelou, professeur d'études américaines Reynolds, a enseigné à l'université de 1982 à 2014. Parmi ses nombreux prix, elle a reçu la Médaille présidentielle de la liberté en 2010[18].
- David Carroll, professeur de physique et directeur du Centre pour les matériaux moléculaires et nanotechnologie est connu pour ses recherches dans les thérapies du cancer[39], les énergies vertes et le photovoltaïque[19],[20].
- Le président Nathan O. Hatch est un historien des religions de renommée nationale. Son livre, La démocratisation du christianisme américain, a été nommé l'un des.. "Cinq meilleurs: livres sur la religion en politique» par le Wall Street Journal[21].Il est aussi le président de la Division I de la NCAA Conseil [22]
- Rogan Kersh, prévôt et professeur de politique et des affaires internationales, est souvent invité lors des débats et questions politiques à la télévision et à la radio. Il a été nommé à l'Académie nationale d'administration publique en 2008 [23].
- Le cinéaste Peter Gilbert, producteur et directeur de la photographie sur le documentaire Hoop Dreams nommé aux Oscars, est un professeur de film documentaire.
- David Faber, professeur d'art et de l'estampe, est un graveur de renommée nationale dont les œuvres sont hébergées de façon permanente dans cinq des principaux musées du pays.
- Amy Catanzano,  enseigne la théorie et la pratique de l’écriture poétique, poète américaine et essayiste.
- Tim Duncan et Chris Paul, deux des plus grands noms de joueurs de National Basketball Association (NBA) ont tous les deux étudié à l'université de Wake Forest[24],[25].

### Étudier à l'étranger
Selon le rapport 2012 de l'Institut de l'éducation internationale, Wake Forest est au troisième rang dans le pays pour une participation de premier cycle en études à l'étranger. Selon la méthodologie de l'IIE. En janvier 2013, l'université a reçu le Prix de l'IIE Heiskell pour études à l'étranger.
Wake Forest propose plus de 400 semestres, les programmes d'été et l'étude d'un an à l'étranger dans 200 villes de plus de 70 pays à travers le monde par le biais de programmes forestiers qu'il parraine et grâce à des programmes d'affiliation.

## Diplômes

### Arts et des Sciences
L'École supérieure des Arts et des Sciences propose 25 programmes d'études de niveau universitaire ainsi que 11 certificats. Degré programmes comprennent 11 zones d'études de doctorat en sciences, ainsi que 24 diplômes de maîtrise dans les arts et les sciences. L'école propose également neuf programmes d'études conjoints en collaboration avec les autres écoles professionnelles et le collège de premier cycle.

### Les écoles professionnelles
En plus de la Graduate School of Arts et des Sciences, Wake Forest University dispose de quatre écoles professionnelles.

#### École de droit de l'université de Wake Forest
L'école a été créée en 1894. Le doyen actuel est Blake Morant. L'école de droit de l'université a 52 résidents et 40 membres du corps professoral.
Wake Forest Law offre des diplômes suivants: le JD, le JD / MDiv, le JD / MA dans la religion, la JD / MA en bioéthique, Masters d'études en droit, le Master of Laws en droit américain, la SJD et le JD / MBA en collaboration avec les écoles de l'université de l'entreprise,.

#### École de Médecine Wake Forest
L'École de médecine de Wake Forest est situé sur le campus de Bowman Gray, dans le quartier de Ardmore de Winston-Salem. Fondée en 1902, l'École de médecine dirige la formation d'environ 1800 étudiants et stagiaires, y compris des médecins, des spécialistes des sciences fondamentales et des professionnels cliniques alliés chaque année. L'école clinique est affiliée à Wake Forest Baptist Health et Wake Forest Communauté médecins, avec son programme de recherche, elle forme le centre médical universitaire Wake Forest Baptist Medical Center.
En plus de M.D., Ph.D. et M.S. degrés (y compris un MS pour les auxiliaires médicaux), l'École de médecine dispose de cinq programmes à diplômes conjoints, infirmière d'anesthésie et de programmes d'enseignement de la technologie médicale, et un site clinique pour 10 programmes du Collège communautaire Forsyth techniques.
L'École de médecine est classée parmi les meilleures écoles de médecine aux États-Unis. En 2013, États-Unis News & World Report ont classée quatrième école de médecine dans le pays , 19e dans les soins primaires et 46e dans la recherche.
L'École de médecine se classe dans le tiers supérieur des écoles de médecine américaines dans le financement total de la National Institutes of Health (NIH). Dans l'exercice 2012, l'école a été attribué près de 185 millions de dollars en financement de la recherche des organismes fédéraux et d'État, de l'industrie et d'autres sources.

#### School of Business
Babcock Graduate School of Management
La School of Business de Wake Forest a été fondée en 1969 comme l'École de gestion Babcock. L'école abrite aujourd'hui deux programmes de Master et de premier cycle dans la nouvelle installation Farrell Hall sur le campus principal de Wake Forest. L'école maintient également un campus à Charlotte, Caroline du Nord, qui abrite un programme de MBA pour les professionnels.
La School of Business offre six programmes de Master et quatre programmes à diplômes conjoints, y compris à temps plein et à temps partiel Master of Business Administration, Master of Science en comptabilité et un master des arts en gestion. L'école offre un baccalauréat des sciences (BS), un programme d'études pour les étudiants. Il s'agit d'un diplôme de quatre ans avec spécialisation en comptabilité, gestion des affaires et de l'entreprise, de la finance et des affaires mathématique.

#### Faculté de théologie de l'université de Wake Forest
La Faculté de théologie, accrédité par l'Association des écoles de théologie, offre une maîtrise en théologie ainsi que des programmes à double diplôme en bioéthique, le conseil et la loi. L'école propose également une certificat dans la spiritualité et la santé en collaboration avec l'École de médecine de Wake Forest,,,,.
Gail O'Day a été nommé en 2010 en tant que doyen de l'école et professeur de Nouveau Testament et prédication. L'école dispose de 18 membres du corps professoral, cinq professeurs adjoints et 12 professeurs associés à d'autres départements de l'université. Selon sa mission de déclaration, l'école est « chrétienne par tradition, baptiste dans le patrimoine, et œcuménique en vue ».